# Prémio Kan Kikuchi
O Prémio Kan Kikuchi (菊池寛賞, Kikuchi Kan Shō), batizado em homenagem ao escritor Kan Kikuchi, é entregue anualmente pela revista literária Bungeishunjū (株式会社文藝春秋, Kabushiki-gaisha Bungeishunjū) e pela Sociedade para a Promoção da Literatura Japonesa (日本文学振興会, Nihon Bungaku Shinkōkai), em honra às realizações da cultura literária japonesa em todos os aspetos.

## História
Inicialmente, o escritor japonês Kan Kikuchi sugeriu a criação do prémio para homenagear os autores mais velhos do mundo literário. O prémio foi criado em 1938, mas deixou de ser entregue durante a Segunda Guerra Mundial, tendo voltado somente em 1952 após a morte de Kan Kikuchi. Com a retoma do prémio, o número de categorias foi ampliado, passando a incluir também a arte, o cinema, a radiodifusão e outros campos da cultura literária contemporânea. O comité de seleção é composto por romancistas de quarenta e cinco anos de idade ou menos e os romancistas galardoados devem ter entre quarenta e seis anos ou mais. O comité reúne-se em outubro para avaliar as obras publicadas entre 1 de setembro do ano anterior até 31 de agosto e os vencedores são anunciados na edição de dezembro da revista Bungeishunjū. O prémio é atribuído tanto por indivíduos, como por instituições e organizações. Os vencedores recebem um relógio e um valor atribuído de um milhão de ienes.

## Vencedores
Período pré-guerra
| Ano  | Nome                                | Foto | Obras / notas                                          | Referências |
| ---- | ----------------------------------- | ---- | ------------------------------------------------------ | ----------- |
| 1939 | Shūsei Tokuda (徳田秋声)            |      | Kasō Jinbutsu (仮装人物)                               | [ 3 ]       |
| 1940 | Saneatsu Mushanokōji (武者小路実篤) |      | Ai to Shi (愛と死)                                     | [ 3 ]       |
| 1940 | Ton Satomi (里見とん)               |      | Honne (本音)                                           | [ 3 ]       |
| 1940 | Kōji Uno (宇野浩二)                 |      | Kimyōna Hatarakimono (奇妙な働き者)                    | [ 3 ]       |
| 1941 | Murō Saisei (室生犀星)              |      | Senshi (戦死)                                          | [ 3 ]       |
| 1941 | Kōtarō Tanaka (田中貢太郎)          |      | Prémio concedido a título póstumo                      | [ 3 ]       |
| 1942 | Mantarō Kubota (久保田万太郎)       |      |                                                        | [ 3 ]       |
| 1942 | Shigure Hasegawa (長谷川時雨)       |      | Prémio concedido a título póstumo                      | [ 3 ]       |
| 1942 | Kichizo Nakamura (中村吉蔵)         |      | Prémio concedido a título póstumo                      | [ 3 ]       |
| 1943 | Haruo Satō (佐藤春夫)               |      | Yōsai Zakki (慵斎雑記) San-i Yuki (芟夷行)             | [ 3 ]       |
| 1943 | Shōken Kamitsukasa (上司小剣)       |      | Romance biográfico de Tomobayashi Mitsuhira (伴林光平) | [ 3 ]       |
| 1944 | Yasunari Kawabata (川端康成)        |      | Koen (故園) Yūhi (夕日)                                | [ 3 ]       |

Pós-guerra e o período atual
| Ano  | Nome | Foto | Obras / notas | Referências |
| ---- | --- | ---- | --- | ----------- |
| 1953 | Eiji Yoshikawa (吉川英治) |      | Shin Heike Monogatari (新・平家物語) | [ 3 ] [ 4 ] |
| 1953 | Yoko Mizuki (水木洋子) |      | Okā-san (おかあさん), Himeyuri no tō (ひめゆりの塔), Oka wa Hanazakari (丘は花ざかり) e outras | [ 3 ] [ 4 ] |
| 1953 | Centro de Investigação Teatral de Haiyū-za (俳優座演劇部研究所, Haiyū-za engekibu kenkyūshō) |      | | [ 3 ] [ 4 ] |
| 1953 | Yomiuri Shimbun (読売新聞) |      | | [ 3 ] [ 4 ] |
| 1953 | Ōgiya Shōzō (扇谷正造) |      | | [ 3 ] [ 4 ] |
| 1953 | Estúdio Cinematográfico Iwanakami (岩波映画製作所, Iwanakami eiga seisakushō) |      | | [ 3 ] [ 4 ] |
| 1954 | Masaichi Nagata (永田雅一) |      | Pelas contribuições na exportação dos filmes estrangeiros | [ 3 ] [ 4 ] |
| 1954 | Kenzō Nakajima (中島健蔵) |      | Pelas contribuições na implementação dos direitos de autor | [ 3 ] [ 4 ] |
| 1954 | Taizō Yokoyama (横山泰三) |      | Pela série de banda desenhada Pūsan (プーサン) | [ 3 ] [ 4 ] |
| 1954 | Asahi Shimbun (朝日新聞) |      | Pelos comentários na terceira página do jornal | [ 3 ] [ 4 ] |
| 1954 | Momoko Ishii (石井桃子) |      | Pelas contribuições na literatura infantojuvenil | [ 3 ] [ 4 ] |
| 1954 | Sentarō Iwata (岩田専太郎) |      | Pelas contribuições nas ilustrações e capas de livros | [ 3 ] [ 4 ] |
| 1955 | Ihei Kimura (木村伊兵衛) |      | Pelas contribuições na fotografia japonesa | [ 3 ] [ 4 ] |
| 1955 | Abe Mitsuyasu (安部光恭) |      | Pelas contribuições nas notícias globais e seu êxito Bikini no hai (ビキニの灰) | [ 3 ] [ 4 ] |
| 1955 | Musei Tokugawa (徳川夢声) |      | | [ 3 ] [ 4 ] |
| 1955 | Abe Shinnosuke (阿部眞之助) |      | Pelas contribuições na crítica independente da política e das melhorias na consciencialização política | [ 3 ] [ 4 ] |
| 1955 | Ishiyama Kenkichi (石山賢吉) |      | Pelas contribuições como editor-chefe e diretor de revista | [ 3 ] [ 4 ] |
| 1956 | Hideo Aragaki (荒垣秀雄) |      | Pelas contribuições na coluna Tensei Jingo (天声人語, A voz do povo é a voz de Deus) do jornal Asahi Shimbun | [ 3 ] [ 4 ] |
| 1956 | Shin Hasegawa (長谷川伸) |      | Pelas contribuições na literatura e sua obra Nihon Horyo Kokorozashi (日本捕虜志) | [ 3 ] [ 4 ] |
| 1956 | Yasuji Hanamori (花森安治) e a revista Kurashi no techō (暮しの手帖) |      | | [ 3 ] [ 4 ] |
| 1956 | Shigetoshi Kawatake (河竹繁俊) |      | Pelas contribuições nos estudos comparativos sobre o teatro japonês cabúqui | [ 3 ] [ 4 ] |
| 1956 | Chikage Awashima (淡島千景) |      | | [ 3 ] [ 4 ] |
| 1957 | Hakuchō Masamune (正宗白鳥) |      | Pelos comentários e críticas populares | [ 3 ] [ 4 ] |
| 1957 | Yaeko Mizutani (水谷八重子) |      | | [ 3 ] [ 4 ] |
| 1957 | Kazuo Hasegawa (長谷川一夫) |      | | [ 3 ] [ 4 ] |
| 1957 | Mainichi Shimbun (毎日新聞) |      | Por Kanryō Nippon (官僚にっぽん) e outros artigos | [ 3 ] [ 4 ] |
| 1957 | Taishūkan Shoten (大修館書店) |      | Pela publicação da obra Dai Kan-Wa Jiten (大漢和辞典) de Tetsuji Morohashi (諸橋轍次) | [ 3 ] [ 4 ] |
| 1957 | Takayoshi Yoda (依田孝喜) |      | Em reconhecimento ao seu trabalho como diretor de fotografia no documentário Manaslu (マナスル, Manasuru) | [ 3 ] [ 4 ] |
| 1958 | Kodō Nomura (野村胡堂) |      | Pela criação da personagem fictícia Zenigata Heiji Torimono Hikae (銭形平次捕物控) | [ 3 ] [ 4 ] |
| 1958 | Yasunari Kawabata (川端康成) |      | Pelas contribuições como presidente do clube japonês PEN | [ 3 ] [ 4 ] |
| 1958 | Ichikawa Jukai (市川壽海) |      | Pelas representações como o mais antigo membro de uma companhia teatral | [ 3 ] [ 4 ] |
| 1958 | Ishikawa Takeyoshi (石川武美) |      | Pela criação e desenvolvimento das revistas femininas e familiares, tanto como editor-chefe e redator num período de quarenta e dois anos | [ 3 ] [ 4 ] |
| 1958 | Departamento da Literatura Japonesa Contemporânea da Universidade Feminina de Shōwa (昭和女子大学, Shōwa Joshi Daigaku) |      | Pela publicação da obra coletiva Kindai Bungaku Kenkyū Sōsho (近代文学研究叢書) em cinquenta e quatro volumes para o estudo da literatura contemporânea | [ 3 ] [ 4 ] |
| 1959 | Mayama Miho (真山美保) |      | Pelo desenvolvimento do teatro japonês shingeki | [ 3 ] [ 4 ] |
| 1959 | Equipa da produção de entretenimento do canal NHK (日本放送協会, Nippon Hōsō Kyōkai) |      | Pela produção do programa de concursos Watashi no Himitsu (私の秘密) | [ 3 ] [ 4 ] |
| 1960 | Kazuo Kikuta (菊田一夫) |      | Pela peça Gametsui yatsu (がめつい奴) | [ 3 ] [ 4 ] |
| 1960 | Mokichi Ishii (石井茂吉) |      | Pelas contribuições como um dos inventores da máquina de fotocomposição japonesa e pelo desenvolvimento fotográfico | [ 3 ] [ 4 ] |
| 1960 | O formato televisivo Nichiyōgekijō de Toshiba (東芝日曜劇場) |      | | [ 3 ] [ 4 ] |
| 1960 | Roka Hasegawa (長谷川路可) |      | Pela realização da pintura mural (fresco) Chiesa dei Santi Martiri Giapponesi (日本聖殉教者教会 チヴィタヴェッキア) num mosteiro franciscano em Civitavecchia (próximo de Roma, na Itália) | [ 3 ] [ 4 ] |
| 1961 | Shōtarō Hanayagi (花柳章太郎) |      | Pelos vários anos de atividade teatral e pelas atuações nas peças Kyōmai (京舞), Yume no Onna (夢の女) e outras | [ 3 ] [ 4 ] |
| 1961 | Sōzō Okada (岡田桑三) |      | Pelas contribuições aos cinemas de ficção científica de Tóquio | [ 3 ] [ 4 ] |
| 1961 | Masanori Itō (伊藤正徳) |      | Pela série A História Não Oficial da Guerra do Pacífico | [ 3 ] [ 4 ] |
| 1961 | Basu dōri Ura (バス通り裏) |      | Série de televisão produzida pelo canal NHK TV | [ 3 ] [ 4 ] |
| 1961 | Osamu Mihara (三原脩) |      | Pelas táticas pouco usuais que ajudaram uma equipa de basebol | [ 3 ] [ 4 ] |
| 1961 | Kōzaburō Yoshida (吉田幸三郎) |      | Pelos vários anos de contribuições na proteção do património cultural material e imaterial | [ 3 ] [ 4 ] |
| 1962 | Kan Shimozawa (子母澤寛) |      | Pelo romance Oyakodaka (父子鷹) | [ 3 ] [ 4 ] |
| 1962 | Donald Keene (ドナルド・キーン) |      | Pelas traduções das obras sobre a literatura clássica e contemporânea do Japão | [ 3 ] [ 4 ] |
| 1962 | Kisaku Itō (伊藤熹朔) |      | Pelos quarenta anos que se dedicou ao cenário e pela formação da nova geração de projetistas | [ 3 ] [ 4 ] |
| 1962 | Noboru Ishihara (石原登) |      | Pelos vinte e oito anos de realizações e resultados significativos da teoria e prática do tratamento dos jovens delinquentes | [ 3 ] [ 4 ] |
| 1963 | Sei Itō (伊藤整) |      | Pela obra Nihon Bundanshi (日本文壇史) | [ 3 ] [ 4 ] |
| 1963 | Matsutarō Kawaguchi (川口松太郎) |      | Pelas contribuições como autor e realizador da obra Shimpa (新派) e pelos trinta anos de atividade | [ 3 ] [ 4 ] |
| 1963 | Tenji Mainichi (点字毎日) |      | Pela criação e publicação de um jornal em braile que durou mais de quarenta anos | [ 3 ] [ 4 ] |
| 1963 | Yoshikawa Kōbunkan (吉川弘文館) e a Sociedade de Pesquisa da História Japonesa (日本歴史学会, Nihon rekishi gakkai) |      | Pela série literária Jinbutsu Kusamura (人物叢) | [ 3 ] [ 4 ] |
| 1963 | Kenichi Horie (堀江謙一) |      | Por ser o primeiro a atravessar o Oceano Pacífico num veleiro | [ 3 ] [ 4 ] |
| 1964 | Museu da Literatura Japonesa Moderna (日本近代文学館, Nihon kindai bungaku kan) |      | Pela criação do museu em grande parte graças a Jun Takami (高見順) | [ 3 ] [ 4 ] |
| 1964 | Takarazuka Revue (宝塚歌劇団) |      | Pelos cinquenta anos de atividade teatral | [ 3 ] [ 4 ] |
| 1964 | Shūtarō Miyake (三宅周太郎) |      | Pelos cinquenta anos de atividade como crítico de teatro e pela conservação do teatro de bonecos japoneses bunraku | [ 3 ] [ 4 ] |
| 1964 | Asahi Shimbun |      | Pela reportagem sobre os esquimós canadianos (カナダ・エスキモーの報道, Kanada esukimō no hōdō) | [ 3 ] [ 4 ] |
| 1965 | Katsuichirō Kamei (亀井勝一郎) |      | Pela obra Nihonjin no seishinshi kenkyū (日本人の精神史研究) | [ 3 ] [ 4 ] |
| 1965 | Chūgoku Shimbun (中国新聞) |      | Pela campanha Bōryokudan tsuihō kyampeīn (暴力団追放キャンペーン) | [ 3 ] [ 4 ] |
| 1965 | Misuzu Shobō (みすず書房) |      | Pela obra Gendai shishiryō (現代史資料) | [ 3 ] [ 4 ] |
| 1965 | Sōichi Ōya (大宅壮一) |      | Pelos cinquenta anos de trabalho crítico nos meios de comunicação social | [ 3 ] [ 4 ] |
| 1966 | Ryōtarō Shiba (司馬遼太郎) |      | Pelas obras Ryōma ga yuku (竜馬がゆく) e Kunitori monogatari (国盗り物語) | [ 3 ] [ 4 ] |
| 1966 | Yōjirō Ishizaka (石坂洋次郎) |      | | [ 3 ] [ 4 ] |
| 1966 | Mainichi Shimbun |      | Pelas reportagens no estrangeiro | [ 3 ] [ 4 ] |
| 1966 | Museu da Aldeia Meiji (博物館明治村, Hakubutsukan Meiji-mura) |      | Museu ao ar livre | [ 3 ] [ 4 ] |
| 1967 | Nobuko Yoshiya (吉屋信子) |      | | [ 3 ] [ 4 ] |
| 1967 | Teru Miyata (宮田輝) |      | Pelas contribuições como organizador e realizador do programa de televisão Furusato no uta-matsuri (ふるさとの歌まつり) | [ 3 ] [ 4 ] |
| 1967 | Editora Seiabō (青蛙房) de Kido Okamoto (岡本綺堂) |      | Pelas edições especiais dedicadas aos usos e costumes do período Edo | [ 3 ] [ 4 ] |
| 1968 | Chōgorō Kaionji (海音寺潮五郎) |      | Pelas biografias históricas | [ 3 ] [ 4 ] |
| 1968 | Mainichi Shimbun |      | Pela série de doze partes Kyōiku no mori (教育の森), realizada sob a direção editorial de Muramatsu Takashi que incentivou uma revisão crítica do Japão no pós-guerra | [ 3 ] [ 4 ] |
| 1968 | Yomiuri Shimbun |      | Pela obra Shōwa-shi no tennō (昭和史の天皇) | [ 3 ] [ 4 ] |
| 1968 | Shibuya Tengai (渋谷天外) |      | Por desempenhar um papel fundamental na forma realista do teatro japonês shingeki (新喜劇) | [ 3 ] [ 4 ] |
| 1968 | Kakuzaemon Nunokawa (布川角左衛門) |      | Pela criação da lei dos direitos de autor, edição e pelas contribuições como chefe do Comité de Edição da publicação de Nihon shuppan (日本出版百年史年表) | [ 3 ] [ 4 ] |
| 1969 | Tatsuzō Ishikawa (石川達三) |      | | [ 3 ] [ 4 ] |
| 1969 | Jirō Osaragi (大佛次郎) |      | Pela obra Sanshimai (三姉妹) | [ 3 ] [ 4 ] |
| 1969 | Livro cultural do jornal económico Nihon Keizai Shimbunsha Bunkabu (日本経済新聞社文化部) |      | | [ 3 ] [ 4 ] |
| 1970 | Seichō Matsumoto (松本清張) |      | Pelo manual Shōwa-shi hakkutsu (昭和史発掘) | [ 3 ] [ 4 ] |
| 1970 | Jun Etō (江藤淳) |      | Pela obra Sōseki to sono jidai (漱石とその時代) | [ 3 ] [ 4 ] |
| 1970 | Niigata Nippō (新潟日報) |      | Pela obra Asu no Nihonkai (あすの日本海), da biblioteca Tōyō Bunko (東洋文庫) | [ 3 ] [ 4 ] |
| 1970 | Heibonsha (平凡社) |      | Pela biblioteca de estudos asiáticos Tōyō Bunko | [ 3 ] [ 4 ] |
| 1970 | Koisaburō Nishikawa (西川鯉三郎) |      | | [ 3 ] [ 4 ] |
| 1971 | Tsutomu Minakami (水上勉) |      | Pela biografia de Kōji Uno, Uno Kōji Den (宇野浩二伝) | [ 3 ] [ 4 ] |
| 1971 | Taganojō Tanoe (尾上多賀之丞) |      | | [ 3 ] [ 4 ] |
| 1971 | Toshiro Mayuzumi (黛敏郎) |      | Pelo programa Daimei no Nai Ongaku-kai (題名のない音楽会) | [ 3 ] [ 4 ] |
| 1971 | Ken Domon (土門拳) |      | | [ 3 ] [ 4 ] |
| 1971 | Harold Strauss |      | | [ 3 ] [ 4 ] |
| 1972 | Ryōken Toyohira (豊平良顕) |      | | [ 3 ] [ 4 ] |
| 1972 | Tatsuo Nagai (永井龍男) |      | | [ 3 ] [ 4 ] |
| 1972 | Seiichirō Kurabayashi (倉林誠一郎) |      | Pela obra Shingeki nendaiki (新劇年代記) | [ 3 ] [ 4 ] |
| 1972 | Takehara Han (武原はん) |      | | [ 3 ] [ 4 ] |
| 1972 | Yoji Yamada (山田洋次) |      | | [ 3 ] [ 4 ] |
| 1973 | Akira Yoshimura (吉村昭) |      | Pelas obras sobre o couraçado Musashi até ao grande terramoto de Kantō de 1923 | [ 3 ] [ 4 ] |
| 1973 | Hideo Kobayashi (小林秀雄) |      | Pelo relato factual Hachijōjikki (八丈実記) sobre a ilha vulcânica Hachijō-jima | [ 3 ] [ 4 ] |
| 1973 | Hideji Hōjō (北条秀司) |      | | [ 3 ] [ 4 ] |
| 1973 | Teiichi Hijikata (土方定一) |      | | [ 3 ] [ 4 ] |
| 1974 | Fumio Niwa (丹羽文雄) |      | | [ 3 ] [ 4 ] |
| 1974 | Associação para a Documentação dos Ataques Aéreos em Tóquio (東京空襲を記録する会, Tōkyō kushu o kirokusuru kai) |      | | [ 3 ] [ 4 ] |
| 1974 | Kido Shirō (城戸四郎) |      | | [ 3 ] [ 4 ] |
| 1974 | Nichiyōmei Sakuza (日曜名作座) |      | Programa de rádio da NHK | [ 3 ] [ 4 ] |
| 1975 | Toshirō Takagi (高木俊朗) |      | Pela obra Rikugun tokubetsu kōgekitai (陸軍特別攻撃隊) | [ 3 ] [ 4 ] |
| 1975 | Sankei Shimbun (産経新聞) |      | | [ 3 ] [ 4 ] |
| 1975 | Kayano Shigeru (萱野茂) |      | | [ 3 ] [ 4 ] |
| 1975 | Kondō Hidezō Kondō (近藤日出造) |      | | [ 3 ] [ 4 ] |
| 1976 | Koita Yasuji (戸板康二) |      | | [ 3 ] [ 4 ] |
| 1976 | Mainichi Shimbun |      | Pela obra Kyōiku o gendai ni tou (宗教を現代に問う) | [ 3 ] [ 4 ] |
| 1976 | Tokyo Broadcasting System Television (株式会社TBSテレビ) |      | Pela transmissão semanal do programa político Jiji Hōdan (時事放談) | [ 3 ] [ 4 ] |
| 1976 | Taikichi Irie (入江泰吉) |      | | [ 3 ] [ 4 ] |
| 1977 | Chōtarō Kawasaki (川崎長太郎) |      | | [ 3 ] [ 4 ] |
| 1977 | Edward Seidensticker |      | Pela tradução em inglês da obra Genji Monogatari (源氏物語) | [ 3 ] [ 4 ] |
| 1977 | Nobuo Uno (宇野信夫) |      | | [ 3 ] [ 4 ] |
| 1977 | Yasumasa Inoue (井上安正) |      | | [ 3 ] [ 4 ] |
| 1977 | Masanori Hata (畑正憲) |      | | [ 3 ] [ 4 ] |
| 1977 | Mituto Mizumoto (水本光任) e o jornal São Paulo-Shimbun (サンパウロ新聞) |      | | [ 3 ] [ 4 ] |
| 1978 | Ki Kimura (木村毅) |      | | [ 3 ] [ 4 ] |
| 1978 | Junpei Gomikawa (五味川純平) |      | | [ 3 ] [ 4 ] |
| 1978 | Mainichi Shimbun |      | Pela obra Kisha no me (記者の目) | [ 3 ] [ 4 ] |
| 1978 | Miki Sawada (沢田美喜) e a Nippon TV (日本テレビ放送網) |      | | [ 3 ] [ 4 ] |
| 1978 | Naomi Uemura (植村直己) |      | | [ 3 ] [ 4 ] |
| 1979 | Hitomi Yamaguchi (山口瞳) |      | Pela obra Ketsuzoku (血族) | [ 3 ] [ 4 ] |
| 1979 | Departamento dos atores da empresa cinematográfica Shochiku (松竹) para a produção das peças do repertório cabúqui no estrangeiro |      | | [ 3 ] [ 4 ] |
| 1979 | Shibata Minoru (柴田穂) |      | | [ 3 ] [ 4 ] |
| 1979 | Bungakukai (文學界) |      | | [ 3 ] [ 4 ] |
| 1980 | Tsuneari Fukuda (福田恆存) |      | | [ 3 ] [ 4 ] |
| 1980 | Makoto Ōoka (大岡信) |      | | [ 3 ] [ 4 ] |
| 1980 | Yasushi Inoue (井上靖) e a recolha de dados da NHK sobre a Rota da Seda |      | | [ 3 ] [ 4 ] |
| 1980 | Kodansha (講談社) |      | Pela obra Shōwa Man'yōshū ([昭和萬葉集] Erro: {{japonês}}: o texto tem marcação itálica (ajuda) | [ 3 ] [ 4 ] |
| 1981 | Shichihei Yamamoto (山本七平) |      | | [ 3 ] [ 4 ] |
| 1981 | Yoshiko Kawakita (川喜多かしこ) e Etsuko Takano (高野悦子) |      | | [ 3 ] [ 4 ] |
| 1981 | Takeshi Kaikō (開高健) |      | | [ 3 ] [ 4 ] |
| 1981 | Luís Fróis |      | Prémio concedido a título póstumo pela obra História do Japão (日本史, Nihon-shi), traduzida em doze volumes na língua japonesa por Kiichi Matsuda (松田毅一) e Momota Kawasaki (川崎桃太) | [ 3 ] [ 4 ] |
| 1982 | Chiyo Uno (宇野千代) |      | | [ 3 ] [ 4 ] |
| 1982 | Tokyo Shimbun (東京新聞) |      | | [ 3 ] [ 4 ] |
| 1982 | Nanami Shiono (塩野七生) |      | | [ 3 ] [ 4 ] |
| 1982 | Ōya Sōichi Bunko (大宅壮一文庫) |      | | [ 3 ] [ 4 ] |
| 1983 | Michio Takeyama (竹山道雄) |      | | [ 3 ] [ 4 ] |
| 1983 | Sankei Shimbun |      | | [ 3 ] [ 4 ] |
| 1983 | Takashi Tachibana (立花隆) |      | | [ 3 ] [ 4 ] |
| 1983 | Shōji Yamafuji (山藤章二) |      | | [ 3 ] [ 4 ] |
| 1984 | Michiko Nagai (永井路子) |      | | [ 3 ] [ 4 ] |
| 1984 | Natsuhiko Yamamoto (山本夏彦) |      | | [ 3 ] [ 4 ] |
| 1984 | Nihon Keizai Shimbun |      | Pela série Salaryman (サラリーマン, Sararīman) | [ 3 ] [ 4 ] |
| 1984 | Sugako Hashida (橋田壽賀子) |      | | [ 3 ] [ 4 ] |
| 1985 | Yoshizō Kawamori (河盛好蔵) |      | | [ 3 ] [ 4 ] |
| 1985 | Taichi Yamada (山田太一) |      | | [ 3 ] [ 4 ] |
| 1985 | Edição de Ósaca do jornal Yomiuri Shimbun |      | Pela série Sensō (戦争) | [ 3 ] [ 4 ] |
| 1985 | Takeyoshi Tanuma (田沼武能) |      | | [ 3 ] [ 4 ] |
| 1985 | Japan Airlines Shashin Bunkasha (日本航空写真文化社) |      | Pela obra Nihon-shi sora kara yomu (日本史・空から読む) | [ 3 ] [ 4 ] |
| 1986 | Fujio Noguchi (野口冨士男) |      | Pela obra Kanshokuteki shōwa bundanshi (感触的昭和文壇史) | [ 3 ] [ 4 ] |
| 1986 | Hisae Sawachi (澤地久枝) |      | | [ 3 ] [ 4 ] |
| 1986 | Takao Tokuoka (徳岡孝夫) |      | | [ 3 ] [ 4 ] |
| 1986 | Maki Sachiko (槇佐知子) |      | Por seu comentário sobre Igokoro-gata (医心方) | [ 3 ] [ 4 ] |
| 1987 | Takeshi Muramatsu (村松剛) |      | Pela obra Sameta honō...Kido Takayoshi (醒めた炎…木戸孝允) | [ 3 ] [ 4 ] |
| 1987 | Chishū Ryū (笠智衆) |      | | [ 3 ] [ 4 ] |
| 1987 | Iwanami Shoten (岩波書店) e Iwanami Bunko (岩波文庫) |      | Pelos sessenta anos de publicação | [ 3 ] [ 4 ] |
| 1987 | Yasuharu Ōyama (大山康晴) |      | | [ 3 ] [ 4 ] |
| 1988 | Shōtarō Ikenami (池波正太郎) |      | | [ 3 ] [ 4 ] |
| 1988 | Kentarō Hayashi (林健太郎) |      | | [ 3 ] [ 4 ] |
| 1988 | Yoshikazu Shirakawa (白川義員) |      | | [ 3 ] [ 4 ] |
| 1988 | Museu da Literatura Japonesa Moderna |      | | [ 3 ] [ 4 ] |
| 1988 | Katō Yoshirō (加藤芳郎) |      | | [ 3 ] [ 4 ] |
| 1989 | Shūhei Fujisawa (藤沢周平) |      | | [ 3 ] [ 4 ] |
| 1989 | Wasureta onnatachi (忘れられた女たち) |      | Programa da NHK Special (NHKスペシャル, NHK supesharu) | [ 3 ] [ 4 ] |
| 1989 | Chikuma Shobō (筑摩書房) |      | Pela obra Meiji bungaku zenshū (明治文学全集) | [ 3 ] [ 4 ] |
| 1989 | Isao Ishii (石井勲) |      | | [ 3 ] [ 4 ] |
| 1990 | Yoshinori Yagi (八木義徳) |      | | [ 3 ] [ 4 ] |
| 1990 | Takeomi Nagayama (永山武臣) |      | | [ 3 ] [ 4 ] |
| 1990 | Noboru Kojima (児島襄) |      | Pela obra Nichiro sensō (日露戦争) | [ 3 ] [ 4 ] |
| 1990 | Kanetaka Kaoru (兼高かおる) |      | | [ 3 ] [ 4 ] |
| 1990 | Kinji Shimada (島田謹二) |      | Pela obra Roshia sensō zenya no Akiyama Saneyuki (ロシヤ戦争前夜の秋山真之) | [ 3 ] [ 4 ] |
| 1991 | Shizuka Shirakawa (白川静) |      | | [ 3 ] [ 4 ] |
| 1991 | Toyoko Yamasaki (山崎豊子) |      | Pela obra Daichi no ko (大地の子) | [ 3 ] [ 4 ] |
| 1991 | Shinano Mainichi Shimbun (信濃毎日新聞社) |      | Pela obra Tobira o akete (扉を開けて) | [ 3 ] [ 4 ] |
| 1991 | Chieko Akiyama (秋山ちえ子) |      | | [ 3 ] [ 4 ] |
| 1991 | Shichōsha (思潮社) |      | | [ 3 ] [ 4 ] |
| 1991 | Alfons Deeken |      | | [ 3 ] [ 4 ] |
| 1992 | Jūgo Kuroiwa (黒岩重吾) |      | | [ 3 ] [ 4 ] |
| 1992 | Shōgo Shimada (島田正吾) |      | | [ 3 ] [ 4 ] |
| 1992 | Estúdio da NHK em Moscovo |      | | [ 3 ] [ 4 ] |
| 1992 | Sankeishō (産経抄) |      | | [ 3 ] [ 4 ] |
| 1992 | Museu Memorial da Paz Himeyuri (ひめゆり平和祈念資料館, Himeyuri Heiwa Kinen Shiryōkan) |      | | [ 3 ] [ 4 ] |
| 1993 | Hisahide Sugimori (杉森久英) |      | | [ 3 ] [ 4 ] |
| 1993 | Companhia de Teatro Shiki (劇団四季, Gekidan Shiki) |      | | [ 3 ] [ 4 ] |
| 1993 | Ikuhiko Hata (秦郁彦) |      | | [ 3 ] [ 4 ] |
| 1993 | Fuyuko Kamisaka (上坂冬子) |      | | [ 3 ] [ 4 ] |
| 1993 | Kazuya Naka (中一弥) |      | | [ 3 ] [ 4 ] |
| 1994 | Seiko Tanabe (田辺聖子) |      | | [ 3 ] [ 4 ] |
| 1994 | Edwin McClellan |      | | [ 3 ] [ 4 ] |
| 1994 | Makoto Wada (和田誠) |      | | [ 3 ] [ 4 ] |
| 1994 | Nippon TV |      | | [ 3 ] [ 4 ] |
| 1994 | Michi Nakajima (中島みち) |      | | [ 3 ] [ 4 ] |
| 1994 | Sachiko Yasuda (安田祥子) e Saori Yuki (由紀さおり) |      | | [ 3 ] [ 4 ] |
| 1995 | Kunio Yanagita (柳田邦男) |      | | [ 3 ] [ 4 ] |
| 1995 | NHK Nagoya (NHK名古屋放送局) |      | Pelo programa Chūgakusei nikki (中学生日記) | [ 3 ] [ 4 ] |
| 1995 | Tribunal Militar Internacional para o Extremo Oriente (極東国際軍事裁判, Kyokutō Kokusai Gunji Saiban) |      | Pela publicação dos dados | [ 3 ] [ 4 ] |
| 1995 | Shōko Egawa (江川紹子) |      | | [ 3 ] [ 4 ] |
| 1995 | Yoshinori Satō (佐藤喜徳) |      | | [ 3 ] [ 4 ] |
| 1995 | Hideo Nomo (野茂英雄) |      | | [ 3 ] [ 4 ] |
| 1996 | Saburō Shiroyama (城山三郎) |      | | [ 3 ] [ 4 ] |
| 1996 | Kohō Banri (孤蓬万里, em japonês) Wu Jiantang (孤蓬萬里; em chinês) |      | Pela obra Taiwan Man’yōshū (中学生日記) | [ 3 ] [ 4 ] |
| 1996 | Yomiuri Shimbun |      | Pela obra Kenkō iryōmondai shuzai han (健康医療問題取材班) | [ 3 ] [ 4 ] |
| 1996 | Yuko Arimori (有森裕子) |      | | [ 3 ] [ 4 ] |
| 1996 | Asa no dokuchō (朝の読書運動) |      | | [ 3 ] [ 4 ] |
| 1996 | Ichikawa Ennosuke III (市川猿翁) |      | | [ 3 ] [ 4 ] |
| 1996 | Equipa da produção de Daichi no ko (大地の子) |      | Série de televisão da NHK | [ 3 ] [ 4 ] |
| 1997 | Futaro Yamada (山田風太郎) |      | | [ 3 ] [ 4 ] |
| 1997 | Yoshikawa Kōbunkan |      | Pela obra Kokushi daijiten (国史大辞典) | [ 3 ] [ 4 ] |
| 1997 | Nakabō Kōhei (中坊公平) e a agência de notícias Sanyo Broadcasting (山陽放送株式会社, San'yō Hōsō Kabushikigaisha) |      | | [ 3 ] [ 4 ] |
| 1997 | Shōji Sadao (東海林さだお) |      | | [ 3 ] [ 4 ] |
| 1997 | Yū Aku (阿久悠) |      | | [ 3 ] [ 4 ] |
| 1998 | Yumie Hiraiwa (平岩弓枝) |      | | [ 3 ] [ 4 ] |
| 1998 | Kei Kizugawa (木津川計) |      | | [ 3 ] [ 4 ] |
| 1998 | Yoshiko Sakurai (櫻井よしこ) |      | | [ 3 ] [ 4 ] |
| 1998 | Documentos de uma Associação sobre as Experiências e Condições de Vida dos Japoneses em Cativeiro Russo (ソ連における日本人捕虜の生活体験を記録する会 , Soren ni okeru Nihonjin horyo no seikatsu taiken wo kiroku suru kai)             |      | | [ 3 ] [ 4 ] |
| 1998 | Yutaka Murakami (村上豊) |      | | [ 3 ] [ 4 ] |
| 1998 | Equipa de produção de Rajio shin’yabin (ラジオ深夜便) |      | Programa de rádio da NHK | [ 3 ] [ 4 ] |
| 1999 | Hisashi Inoue (井上ひさし) |      | | [ 3 ] [ 4 ] |
| 1999 | Matagorō Nakamura II (二代目中村又五郎) |      | Tesouro Nacional Vivo do Japão | [ 3 ] [ 4 ] |
| 1999 | Sankei Shimbun |      | Pelas investigações sobre os documentos secretos de Mao Tsé-Tung (Mō Dakutō hiroku (毛沢東秘録) | [ 3 ] [ 4 ] |
| 1999 | Miyawaki Shunzō (宮脇俊三) |      | | [ 3 ] [ 4 ] |
| 1999 | Equipa do projeto da luneta astronómica Subaru (すばる望遠鏡, Subaru Bōenkyō) |      | Observatório Astronómico Nacional do Japão (国立天文台, kokuritsu tenmondai) | [ 3 ] [ 4 ] |
| 1999 | Seiji Ozawa (小澤征爾) e o comité executivo do Festival Memorial Saitō de Matsumoto (サイトウ・キネン・フェスティバル松本 , Saitou kinen fesutibaru Matsumoto)                                                                           |      | Atual: Festival Seiji Ozawa de Matsumoto (セイジ・オザワ 松本フェスティバル , Seiji Ozawa Matsumoto fesutibaru) | [ 3 ] [ 4 ] |
| 2000 | Aikō Sato (佐藤愛子) |      | | [ 3 ] [ 4 ] |
| 2000 | Komao Furuyama (古山高麗雄) |      | | [ 3 ] [ 4 ] |
| 2000 | Grande Teatro Konpira (金毘羅大芝居, Konpira Ōshibai) |      | Teatro cabúqui situado em Kotohira, na província de Kagawa | [ 3 ] [ 4 ] |
| 2000 | Rokusuke Ei (永六輔) |      | | [ 3 ] [ 4 ] |
| 2000 | Atsuyuki Sassa (佐々淳行) |      | | [ 3 ] [ 4 ] |
| 2000 | Ryoko Tani (谷亮子) |      | | [ 3 ] [ 4 ] |
| 2001 | Saiichi Maruya (丸谷才一) |      | | [ 3 ] [ 4 ] |
| 2001 | Hayao Miyazaki (宮崎駿) |      | | [ 3 ] [ 4 ] |
| 2001 | Mainichi Shimbun |      | Pela pesquisa das ruínas paleolíticas (Kyūsekki iseki (旧石器遺跡) | [ 3 ] [ 4 ] |
| 2001 | Equipa da produção de Project X – Chōsenshatachi (プロジェクトX〜挑戦者たち〜 , Purojekuto X – chōsenshatachi) |      | Documentário da NHK | [ 3 ] [ 4 ] |
| 2001 | Jūzaburō Futaba (双葉十三郎) |      | | [ 3 ] [ 4 ] |
| 2001 | Ichiro Suzuki (イチロー) |      | | [ 3 ] [ 4 ] |
| 2002 | Hiroyuki Itsuki (五木寛之) |      | | [ 3 ] [ 4 ] |
| 2002 | Sugimoto Sonoko (杉本苑子) |      | | [ 3 ] [ 4 ] |
| 2002 | Matsumoto Kōshirō IX (九代目 松本 幸四郎) |      | | [ 3 ] [ 4 ] |
| 2002 | Kuramoto Sō (倉本聰) e a equipa da produção de Kita kuni kara (北の国から) |      | Série de televisão da Fuji Television | [ 3 ] [ 4 ] |
| 2002 | Hiroko Kuniya (国谷裕子) e a equipa da produção de Close-up Gendai ([クローズアップ現代] Erro: {{japonês}}: texto da transliteração contém caractere não latino (pos 1) (ajuda), Kurōzuappu gendai)                                      |      | Programa da NHK | [ 3 ] [ 4 ] |
| 2002 | Kan Kazama (風間完) |      | | [ 3 ] [ 4 ] |
| 2003 | Junichi Watanabe (渡辺淳一) |      | | [ 3 ] [ 4 ] |
| 2003 | Sawaki Kōtarō (沢木耕太郎) |      | | [ 3 ] [ 4 ] |
| 2003 | Casa de Espetáculos Kinokuniya (紀伊國屋ホール, Kino Kuniya hōru) |      | | [ 3 ] [ 4 ] |
| 2003 | Nagaoka Teruko (長岡輝子) |      | | [ 3 ] [ 4 ] |
| 2003 | Kokka (國華) |      | | [ 3 ] [ 4 ] |
| 2003 | Yumeiji Itoshi (夢路いとし) e Kimi Koishi (喜味こいし) |      | | [ 3 ] [ 4 ] |
| 2004 | Masamitsu Miyagitani (宮城谷昌光) |      | | [ 3 ] [ 4 ] |
| 2004 | Kimura Kōichi (木村光一) e Chijinkai (地人会) |      | | [ 3 ] [ 4 ] |
| 2004 | Nakamura Kanzaburō XVIII (十八代目 中村 勘三郎) |      | | [ 3 ] [ 4 ] |
| 2004 | Hokkaido Shimbun (北海道新聞) |      | Pela obra Dōkei uragane kiwaku (道警裏金疑惑) | [ 3 ] [ 4 ] |
| 2004 | Hosaka Masayasu (保阪正康) |      | | [ 3 ] [ 4 ] |
| 2004 | Heibonsha |      | Pela obra Nihon rekishi chimei taikei (日本歴史地名大系) | [ 3 ] [ 4 ] |
| 2005 | Yō Tsumoto (津本陽) |      | | [ 3 ] [ 4 ] |
| 2005 | Yukio Ninagawa (蜷川幸雄) |      | | [ 3 ] [ 4 ] |
| 2005 | Kuroda Katsuhiro (黒田勝弘) |      | | [ 3 ] [ 4 ] |
| 2005 | TV Man Union (テレビマンユニオン) |      | | [ 3 ] [ 4 ] |
| 2005 | Museu Memorial dos Estudantes da Arte Perdida durante a Segunda Guerra Mundial (戦没画学生慰霊美術館「無言館」 , Sensō gagakusei irei bijutsukan Mugonkan)                                                                               |      | | [ 3 ] [ 4 ] |
| 2005 | Nihon Spindle Manufacturing (日本スピンドル製造, Nihon Supindo Ruseizō) |      | | [ 3 ] [ 4 ] |
| 2006 | Nobuhiko Kobayashi (小林信彦) |      | | [ 3 ] [ 4 ] |
| 2006 | Hisaichi Ishii (いしいひさいち) |      | | [ 3 ] [ 4 ] |
| 2006 | Tetsuko Kuroyanagi (黒柳徹子) e o programa Tetsuko no heya (徹子の部屋) |      | | [ 3 ] [ 4 ] |
| 2006 | Yagi Shoten (八木書店) |      | Pela edição completa sobre Shūsei Tokuda (Tokuda Shūsei zenshū (徳田秋聲全集) | [ 3 ] [ 4 ] |
| 2006 | Zoológico de Asahiyama (旭川市旭山動物園) |      | | [ 3 ] [ 4 ] |
| 2006 | Takanaka Fumiyoshi (竹中文良) e Japan Wellness (ジャパン・ウェルネス) |      | | [ 3 ] [ 4 ] |
| 2007 | Hiroyuki Agawa (阿川弘之) |      | | [ 3 ] [ 4 ] |
| 2007 | Ichikawa Danjūrō XII (十二代目 市川 團十郎) |      | | [ 3 ] [ 4 ] |
| 2007 | Kodansha |      | Pela obra Zenkoku hōmon ohanashitai (全国訪問おはなし隊) | [ 3 ] [ 4 ] |
| 2007 | Katsura Bunshi VI (六代 桂 文枝) |      | | [ 3 ] [ 4 ] |
| 2007 | Shoichi Ozawa (小沢昭一) |      | | [ 3 ] [ 4 ] |
| 2007 | Matsuno Shoten (マツノ書店) |      | | [ 3 ] [ 4 ] |
| 2008 | Miyao Tomiko (宮尾登美子) |      | | [ 3 ] [ 4 ] |
| 2008 | Mitsumasa Anno (安野光雅) |      | | [ 3 ] [ 4 ] |
| 2008 | Museu Memorial Seichō Matsumoto do Norte de Quiuxu (北九州市立松本清張記念館 , Kita Kyūshū shiritsu Matsumoto Seichō kinenkan) |      | | [ 3 ] [ 4 ] |
| 2008 | Kako Satoshi (かこさとし) |      | | [ 3 ] [ 4 ] |
| 2008 | Yoshiharu Habu (羽生善治) |      | | [ 3 ] [ 4 ] |
| 2009 | Hiroshi Sano (佐野洋) |      | Pelos cinquenta anos de atividade literária, especialmente pela obra Suiri Nikki (推理日記) e pelas críticas literárias sobre os romances policiais e de mistério | [ 3 ] [ 4 ] |
| 2009 | Masahiro Motoki (本木雅弘) e a equipa de produção do filme Okuribito (おくりびと) |      | O filme também venceu o Óscar de melhor filme estrangeiro em 2009 | [ 3 ] [ 4 ] |
| 2009 | Bandō Tamasaburō V (五代目 坂東 玉三郎) |      | Pela realização e versão final das duas peças Kaishin Bessō (海神別荘) e Tenshu monogatari (天守物語) de Kyōka Izumi e pelas atividades relacionadas com o teatro tradicional japonês, junto ao teatro moderno e a ópera kun chinesa | [ 3 ] [ 4 ] |
| 2009 | Grupo Imai Shoten (今井書店グループ) e a Escola do Livro (本の学校, Hon no gakkō) |      | Pelas contribuições regionais na divulgação da leitura, pelos simpósios relativos a bibliotecas e pela publicação dos cursos de formação profissional com livreiros em Yonago, na província de Tottori | [ 3 ] [ 4 ] |
| 2009 | Yasushiro Yomogida (蓬田やすひろ) |      | Pelas contribuições como ilustrador e criador de romances históricos e seu estilo filigrana | [ 3 ] [ 4 ] |
| 2009 | Takamiyama Daigorō (高見山大五郎) |      | Pelas contribuições na internacionalização do sumo e pela realização das reuniões dos lutadores de sumo no mundo | [ 3 ] [ 4 ] |
| 2010 | Yasutaka Tsutsui (筒井康隆) |      | Pelos cinquenta anos de atividade literária nos campos da literatura pura, ficção científica e do novo entretenimento | [ 3 ] [ 4 ] |
| 2010 | Tōta Kaneko (金子兜太) |      | Pelas contribuições na forma poética japonesa haiku e pelo incentivo do haiku moderno | [ 3 ] [ 4 ] |
| 2010 | Muenshakai (無縁社会) |      | Programa da NHK Special que mostra um relatório alarmante sobre a perda das relações familiares em casa e no trabalho e do crescente isolamento na sociedade moderna do Japão | [ 3 ] [ 4 ] |
| 2010 | Agência Japonesa de Exploração Aeroespacial (宇宙航空研究開発機構, Uchū-Kōkū-Kenkyū-Kaihatsu-Kikō) e o projeto de quinze anos do voo de sete anos da sonda espacial Hayabusa (はやぶさ) na direção do asteroide 25143 Itokawa (イトカワ) |      | Esta foi a primeira sonda a ser projetada para tocar na superfície de um asteroide, que mostrou ao mundo as capacidades do Japão em matéria de tecnologia espacial | [ 3 ] [ 4 ] |
| 2010 | Sachio Yoshioka (吉岡幸雄) |      | Pelas contribuições como líder de uma família de tinturaria tradicional que realiza as antigas técnicas de coloração e restauração dos patrimónios nacionais como o Grande Templo Oriental (東大寺, Tōdai-ji) | [ 3 ] [ 4 ] |
| 2010 | Susumu Nakanishi (中西進) |      | Pelas contribuições como historiador da coleção da poesia japonesa Man'yōshū | [ 3 ] [ 4 ] |
| 2011 | Setsuko Tsumura (津村節子) |      | | [ 3 ] [ 4 ] |
| 2011 | Kaneto Shindo (新藤兼人) |      | | [ 3 ] [ 4 ] |
| 2011 | Ishinomakihi Bishimbun (石巻日日新聞) e Kahoku Shimpo (河北新報社) |      | | [ 3 ] [ 4 ] |
| 2011 | Tōru Maeara (前新透) |      | Pela obra Taketomi hōgen jiten (竹富方言辞典) | [ 3 ] [ 4 ] |
| 2011 | Homare Sawa (澤穂希) |      | | [ 3 ] [ 4 ] |
| 2011 | Eiji Mitooka (水戸岡鋭治) |      | | [ 3 ] [ 4 ] |
| 2012 | Ayako Sono (曽野綾子) |      | Pelas contribuições como escritora e crítica dos problemas sociais e pelo seu compromisso no âmbito da ação humanitária da Sociedade dos Missionários do Japão para Assistência aos Países Estrangeiros (海外邦人宣教者活動援助後援会 , Kaigai hōjin senkyō-sha katsudō enjo kōen-kai, JOMAS), a favor dos países desfavorecidos do Terceiro Mundo | [ 3 ] [ 4 ] |
| 2012 | Ken Takakura (高倉健) |      | Pela carreira de ator de mais de cinquenta anos e seu recente filme Anata e (あなたへ) | [ 3 ] [ 4 ] |
| 2012 | Tokyo Shimbun |      | Pelo jornalismo empenhado que criticou de forma diligente e com coragem os métodos do inquérito e a ocultação de informações por parte do governo e da Tokyo Electric Power Company sobre o acidente nuclear de Fucuxima I ocorrido na Central Nuclear de Fucuxima I                                                                               | [ 3 ] [ 4 ] |
| 2012 | Kondō Makoto (近藤誠) |      | Pelo trabalho pioneiro sobre a toxicidade dos medicamentos contra o cancro, o risco das cirurgias do cancro e o tratamento do cancro de forma geral | [ 3 ] [ 4 ] |
| 2012 | Kaori Icho (伊調馨) e Saori Yoshida (吉田沙保里) |      | Por ganharem a medalha de ouro pela terceira vez nos Jogos Olímpicos de Verão de 2012 realizados em Londres | [ 3 ] [ 4 ] |
| 2012 | Centro de Proteção do Íbis-do-japão em Niigata (新潟県佐渡トキ保護センター , Nīgata ken Sado toki hogo sentā) |      | Pelos trinta e seis anos dos cuidados prestados e pela reprodução do íbis-do-japão | [ 3 ] [ 4 ] |
| 2013 | Rieko Nakagawa (中川李枝子) e Yuriko Yamawaki (山脇百合子) |      | | [ 3 ] [ 4 ] |
| 2013 | Sumitayū Takemoto (竹本住大夫) |      | | [ 3 ] [ 4 ] |
| 2013 | NHK Special |      | Pelo programa Shinkai no kyodai seibutsu (深海の巨大生物) | [ 3 ] [ 4 ] |
| 2013 | Tetsu Nakamura (中村哲) |      | | [ 3 ] [ 4 ] |
| 2013 | Southern All Stars (サザンオールスターズ) |      | | [ 3 ] [ 4 ] |
| 2014 | Sawako Agawa (阿川佐和子) |      | | [ 3 ] [ 4 ] |
| 2014 | Kayoko Shiraishi (白石加代子) |      | | [ 3 ] [ 4 ] |
| 2014 | Mainichi Shimbun |      | Pela reportagem Oite samayō (老いてさまよう) | [ 3 ] [ 4 ] |
| 2014 | NHK |      | Pelo programa Ninjishō yukuefumeisha ichimanjin - shirarezaru haikai no jittai (認知症行方不明者一万人 ～知られざる徘徊の実態～) | [ 3 ] [ 4 ] |
| 2014 | Tamori (タモリ) |      | | [ 3 ] [ 4 ] |
| 2014 | Koichi Wakata (若田光一) |      | | [ 3 ] [ 4 ] |
| 2015 | Kazutoshi Handō (半藤一利) |      | | [ 3 ] [ 4 ] |
| 2015 | Sayuri Yoshinaga (吉永小百合) |      | | [ 3 ] [ 4 ] |
| 2015 | NHK Special |      | Pelos programas Karā de yomigaeru Tōkyō (カラーでよみがえる東京) e Karā de miru Taiheiyō Sensō (カラーでみる太平洋戦争) | [ 3 ] [ 4 ] |
| 2015 | Hon no Zasshi (本の雑誌) |      | | [ 3 ] [ 4 ] |
| 2015 | Shingo Kunieda (国枝慎吾) |      | | [ 3 ] [ 4 ] |
| 2016 | Kenzo Kitakata (北方謙三) |      | | [ 3 ] [ 4 ] |
| 2016 | Kumamoto Nichinichi Shimbun (熊本日日新聞) |      | | [ 3 ] [ 4 ] |
| 2016 | Akira Ikegami (池上彰) e a equipa de produção do programa Ikegami Akira no sou Senkyo Live (池上彰の選挙ライブ) |      | Programa de debate político da TV Tokyo (株式会社テレビ東京, Kabushiki Gaisha Terebi Tōkyō) | [ 3 ] [ 4 ] |
| 2016 | Osamu Akimoto (秋本治) |      | | [ 3 ] [ 4 ] |
| 2016 | Shigeaki Mori (森重昭) |      | | [ 3 ] [ 4 ] |
| 2016 | Ayaka Takahashi (高橋礼華) e Misaki Matsutomo (松友美佐紀) |      | | [ 3 ] [ 4 ] |
| 2017 | Mao Asada (浅田真央) |      | | [ 3 ] [ 4 ] |
| 2017 | Keiko Kishi (岸惠子) |      | | [ 3 ] [ 4 ] |
| 2017 | Baku Yumemakura (夢枕獏) |      | | [ 3 ] [ 4 ] |
| 2017 | Equipa do filme Kono Sekai no Katasumi ni (この世界の片隅に) |      | | [ 3 ] [ 4 ] |
| 2017 | Tulip Television (チューリップテレビ) |      | | [ 3 ] [ 4 ] |
| 2017 | Daisaburō Okumoto (奥本大三郎) |      | | [ 3 ] [ 4 ] |

## Prémio Kagawa Kan Kikuchi
Em 1965, a cidade Takamatsu, onde nasceu Kan Kikuchi, criou o Prémio Kagawa Kan Kikuchi (香川菊池寛賞, Kagawa Kan Kikuchi Shō), a fim de honrar a memória do escritor e promover a arte popular e a literatura local. Este prémio é concedido na atualidade a uma obra literária «pura».